# Distretto di Aïn El Bell
Il distretto di Aïn El Bell è un distretto della provincia di Djelfa, in Algeria, con capoluogo Aïn El Ibel.

## Comuni
Il distretto di Aïn El Bell comprende 4 comuni:
- Aïn El Ibel
- Moudjebara
- Tadmit
- Zaccar